# Полякова Лариса Євгеніївна
Полякова Лариса Євгенівна — українська політик.

## Життєпис
Народилася 11 червня 1964 року у місті Ашгабат, Туркменістан.
Освіта: Ленінградський держ. ун-т (1987), викладачка політології; аспірантура Дніпропетровського державного університету.
Народний депутат України четвертого скликання з квітня 2002 по квітень 2006 від блоку «За єдину Україну!», № 30 в списку. На час виборів: заступниця голови секретаріату Спілки лідерів місцевих і регіональних влад України, б/п. Чл. фракції «Єдина Україна» (05.-06.2002), чл. фракції партій ППУ та «Трудова Україна» (06.2002-04.2004), чл. фракції політ. партії «Трудова Україна» (04.-12.2004), чл. фракції «Трудова Україна» та НДП (12.2004-02.2005), чл. фракції НДП та групи «Республіка» (02.2005), чл. групи «Демократична Україна» (02.-09.2005), чл. фракції Політ. партії «Вперед, Україно!» (09.-11.2005), чл. групи Народного блоку Литвина (з листопада 2005). Чл. Ком-ту з питань економічної політики, управління народним господарством, власності та інвестицій (з червня 2002).
- 1981—1982 — статистик, Ленінського райкому ЛКСМТ міста Ашгабада.
- 1982—1987 — студентка, Ленінградський держ. ун-т.
- 1987—1989 — завідуюча кабінету наукового комунізму, Туркмен. ін-т нар. господарства.
- 1989—1990 — викладачка катедри наукового комунізму, Дніпропетровський державний університет; організаторка лекційної пропаганди, Кіровська районна організація Товариства «Знання» міста Дніпропетровська.
- 1990—1995 — аспірантка, Дніпропетровський державний університет.
- 1995—1998 — менеджерка групи керування українсько-американської фірми «Байп Ко Лтд», м. Дніпропетровськ.
- 1998—2001 — помічниця-консультантка народного депутата України.
- 2001—2002 — заступниця голови секретаріату Спілки лідерів місцевих і регіональних влад України.

Одружена, має двох дітей.